# Judolia impura
Judolia impura là một loài bọ cánh cứng trong họ Cerambycidae.